# 英國皇家盲人學院
52°04′05″N 2°42′25″W / 52.06806°N 2.70694°W
英國皇家盲人學院（英語：The Royal National College for the Blind, RNC）是一所男女合校的专业進修教育寄宿学院，位于英国赫里福德市。在校学生都是16岁以上的失明或视障患者。他们可以在这里获得各种培训，包括英语、数学等学术性科目，以及按摩、補充醫學等更职业化的培训。除了常规的继续教育科目和职业培训外，学院还提供行动技能、独立生活和个人发展方面的培训。
1872年，该学院在伦敦创立，最初称作皇家师范学院和盲人学院（Royal Normal College and Academy for the Blind），在搬到赫里福德校区前，它曾辗转多地；20世纪70年代后期，正式更名为英國皇家盲人學院。自维多利亚时期，它就已经是英国视障患者教育领域的先驱，并在2010年，成为了英国唯一一所被授予灯塔地位的视障生專門学院，以表彰其在教學的杰出現。
RNC开设了英国第一所视障体育学院（VI Sports Academy），起初是第一所为视障球员和英格兰盲人足球队开设的足球学院。它承办了2010年世界盲人足球锦标赛，并成为了2012年夏季帕運會参赛者的训练中心。学院积极投入輔助技術的研发，包括讓学生参与为不擅长使用电脑的人群开设的科技新手餐馆。RNC还开发了两台著名的设备：一款是叫蒙巴頓點字機的电子点字机，另一款是叫T3的有声触屏设备，可以帮助盲人看地图和图表的。
21世纪初，学院进行重大的部门重组，并对赫里福德校区展开了大规模的重建和现代化改造。该校区坐落在赫里福德市维恩斯巷（Venns Lane），集英國皇家盲人學院的教学、住宿和休闲中心于一体。住校能让学生在校园环境里得到一定程度的独立性。该学院还经营了一所向公众开放的休闲中心，取名为第四点（thePoint4），和一个集会议中心和酒店住宿于一体的加德纳大厅（Gardner Hall）。
RNC是一家注册慈善机构（编号1000388），贊助人是查爾斯三世。它还有几位知名度很高的赞助者，包括前英国盲人足球队队长大衛·克拉克（David Clarke）。学院有许多知名校友，包括前内政大臣戴维·布兰克特。2007年，在第四频道播放的《刀刃》纪录片系列里的一部电影以RNC为主题，跟拍了学院里三名学生第一学期的学习情况。这部电影还获得了2008年的皇家电视学会奖（Royal Television Society Award）。

## 学院历史

### 建校初期

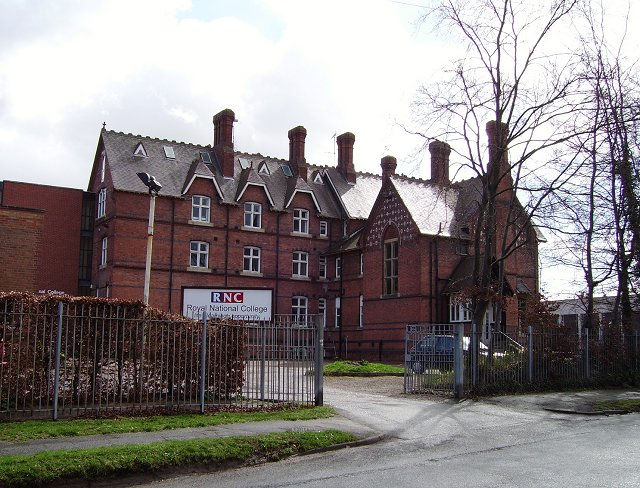
英國皇家盲人學院

1871年，英国慈善家托马斯·罗德斯·阿米蒂奇（Thomas Rhodes Armitage）和自幼失明的美国反奴隶制运动倡导者弗朗西斯·约瑟夫·坎贝尔（Francis Joseph Campbell）共同创立了RNC。坎贝尔原本打算在美国建立一所盲人学院，但阿米蒂奇说服他说伦敦会是个更合适的地方。当时，英国的盲人学校还不教授学生独立生活的技能，阿米蒂奇对此深感不满，梦想建立一个以音乐教育为重点课程的学校，帮助学生未来从事管风琴手、钢琴调音师和音乐教师等职业。
1872年3月1日，学院筹募到3,000英镑的捐款，招收了第一批学生兩名。维多利亚女王是学院的第一位赞助人，皇室的几位著名成员是副赞助人。其中，西敏公爵、沙夫茨伯里勋爵、利奇菲尔德勋爵和威廉·亨利·史密斯成为了学院的董事。学院成立初期被称作“皇家师范学院和盲人学院”（The Royal Normal College and Academy for the Blind），其中“normal”一词在美式英语中指的是学院提供的教师培训。学院里主要的教職員都是坎贝尔从美国招聘来的。
学院原本位于伦敦水晶宮附近的阿纳利山上的兩座小房子里，在它迅速扩展规模后，搬到了上諾伍德地区韦斯托街（Westow Street）上更大点的房子里，现在那里变成了韦斯托公园，但仍然有一块“学院绿地”纪念它。学院早期的教育方法被认为是很有进步性和实验性的。学院官网的历史簡介形容当时的课程“在那个时代很自由和先进”，并把重点放在游泳、骑自行车和轮滑等体育活动上。大雪后，学生们甚至还参加了一早上的雪橇运动。到19世纪末，学院已经有200多名学生了。二战前，它还招收11至15岁的学生，但在1945年，RNC的校长和伍斯特盲人学院的校长达成协议，由伍斯特提供中学教育，而RNC将只接收16岁以上的学生。
作为学院的创始人之一，弗朗西斯·约瑟夫·坎贝尔自1871年至1912年退休一直担任RNC的第一任校长。1909年，爱德华七世封他为下級勳位爵士以表彰他为盲人做出的贡献。之后，他的儿子盖伊·马歇尔·坎贝尔（Guy Marshall Campbell）继任校长，1929年他的儿子去世后，盖伊的遗孀路易·比尔比·坎贝尔（Louie Bealby Campbell）又接任该职位。直到1934年路易·比尔比·坎贝尔退休后，校长一职才传出坎贝尔家族。

### 搬迁

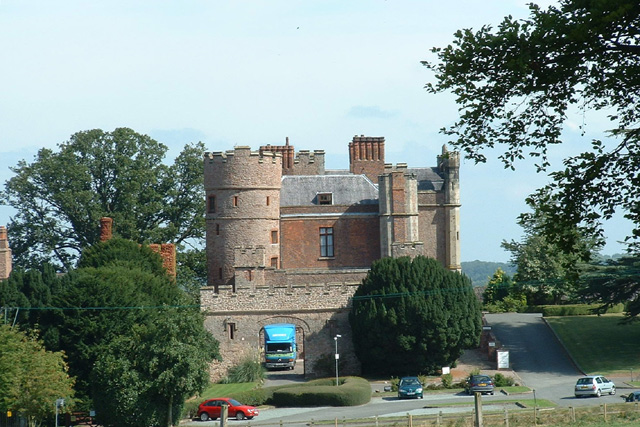
2005年摄于什罗普郡什鲁斯伯里附近的罗顿城堡。RNC在二战期间搬到了罗顿，并一直在那待到了20世纪70年代后期。

20世纪时，学院曾多次搬迁，最后在赫里福德建立了现在的校园。第一次搬迁是在二战开始时，学院从其伦敦旧址撤离，搬到了肯特郡西部羅文登的一座叫梅森大廈的宅第。然而，迫于德军入侵的威胁，当局很快建议学院再次搬迁，这一次在伦敦盲人协会的24小时提醒和帮助下，RNC在白金汉郡艾爾斯伯里附近的多顿找到了一处临时住所。搬迁时，大多数学生都在放假，但仍有约30名学生和几名教职员工留在学院。
学院没再搬回伦敦，因为它搬到肯特后，上诺伍德旧址就被征用作医院，并在1940年伦敦大轰炸时被炸毁，后被当局收购。在找到固定的新址前，学院不得不暂时关闭，但1941年，学院在什魯斯伯里附近的罗顿城堡购买了新校舍并搬到了那里。这座城堡建于17世纪，共有17英畝（6.9公頃），在什鲁斯伯里以西6英里（9.7）的地方。由于这个校舍空间有限，在什鲁斯伯里的那段时间里，RNC在镇内和附近又收购了其他房产。1955年，学校收购了距什鲁斯伯里约3英里（4.8）的奥尔布赖顿大厅，改建成了男学生的宿舍和训练中心；1958年，又收购了哈迪之家，用作新的女生宿舍。1953年，一场大火烧毁了罗顿校区的大部分建筑物、38架钢琴和风琴，扩建该校区的计划受到了严重影响。 当时一名学生拉响了警报，在场的所有人都被安全疏散。亨肖盲人机构临时收容学生和教职员后，训练才得以继续。
RNC在什罗普郡待了很多年，直到1978年发现了更适合的地址，使RNC能把教学和住宿整合到一个校园里，学院搬到了位于赫里福德的现址。这里曾是前师范学院赫里福德教育学院的校址。1978年，学院采用了现在的名称，即英國皇家盲人學院。1979年，時任威爾斯親王查尔斯王子乘坐直升机抵达赫里福德参加了RNC的新校区开幕仪式。

### 赫里福德
21世纪初期，赫里福德校区的宿舍楼花费150万英镑进行了大规模升级。这些街区最初是在20世纪60年代师范学院時期建造的，更新后有了现代化的设施，例如带有独立浴室的更大的学生卧室，还有放电视和电脑的空间，社交区域也得到了改善。
2006年，学院宣布将对校园进行大规模扩建，包括新的宿舍楼、一座體育和辅助治疗大楼和一个新的户外泛光照明体育场。耗资2150万英镑的运动发展项目将成为2010年世界盲人足球锦标赛的举办地。学院发起了一项1000万英镑的筹款活动叫“建设更光明的未来”，来筹募完成项目所需的资金，并于2007年夏天开始施工。综合体thePoint4起初是以附近的公寓楼The Point命名。它包括一个小酒馆和一个会议中心，于2009年4月开始运营，并于6月24日，由BBC体育频道的主持人和《每日郵報》的专栏作家德斯·凯利正式宣布开幕。2008年，学院被提名为2012年残奥会的场地之一，并用作残奥会运动员的赛前训练场。
RNC还是2007年第四频道纪录片系列《刀刃》的主题，该片讲述了三名年轻学生史蒂夫·马克姆（Steve Markham）、丹尼尔·安格斯（Daniel Angus）和塞琳娜·利特（Selina Litt）在学院的第一个学期的故事。这部纪录片考察了他们作为视障患者如何面临独特挑战，实现更高层次独立的个人旅程，以及他们如何处理影响所有青少年的日常问题，例如性、人际关系、聚会和他们的毕业后的未来规划。當集纪录片失明青年的那些事于2007年4月30日首播，并在2008年为第四频道和刀刃团队赢得了皇家电视学会的奖项。
2009年9月，国家盲人艺术收藏馆永久进驻学院，这里收藏了一系列绘画、雕塑、装置和其他艺术作品，旨在动用所有感官，为视障人群提供更多接触艺术的方法。2009年11月校园爆发H1N1后，RNC宣布学院不得不把三分之一的学生送回家。在2009—10年欧洲大雪期间，因为恶劣天气的影响，赫里福德足球联队难以使用他们在埃德加街的场地，然后用了学院的体育中心进行训练。
2010年1月，学院的两名学生与时尚顾问溫國興一起参加了第四频道系列节目《How to Look Good Naked...with a Difference》中一集的摄影。这个系列节目旨在帮助残疾人建立自信。2010年2月，学院从学习和技能改进服务获得了90,000英镑的赠款，用于安装音乐视频制作工作室，让乐队录歌并展示他们的作品。
2012年3月，RNC在校园里举办了一整天的活动庆祝建校140周年纪念日，並辦了一場街頭募捐。

### 重组
21世纪后期，RNC展开了大规模的重组，来应对世界就业市场的变化，因此它为学生提供的课程也有所改进。然而，学院的一些变化遭到了教职工和学生的批判，他们认为这损害了RNC的利益。学院决定减少钢琴调音课程的数量，这引起了一些争议，因为传统上钢琴调音被视为视障患者有保障的职业，同时人们担心A级科目的减少会导致RNC成为一个体校，而非以学术为主的学院。2008年7月，当时的校长克里斯汀·斯特德曼（Christine Steadman）回应了这些担忧，他公开发言说BBC广播四台是一个面向视障听众的新闻节目：“这是关于地方当局、学习和技能委员会、威尔士议会需求的问题。目前我们减少了少量A级课程，但同时我们增加了其他课程，例如我们在大学首次教授3级盲文，我们没有削减A级课程，我们只是在应对求学者的需求。”在2010年1月的一次采访中，当时的校长杰夫·德雷珀（Geoff Draper）表示，如果有需求，将在学院继续教授钢琴调律，并建议RNC可以考虑招收国际学生来填补空缺。

这些变化导致了 RNC 内部的重大部门重组，数十名工作人员在没有任何解释的情况下被立即解雇；一些被志愿者取代。一些之前大学雇员对终止雇佣的方式提出了投诉。2008年7月，大学讲师工会，即大学和学院工会，呼吁学院管理层和员工之间进行更多协商。在 2009年接受保持联系（In Touch）采访时，伊恩·皮克福德（Ian Pickford）在克里斯汀·斯特德曼（Christine Steadman）离职后被任命为临时校长，他声称学院的气氛发生了变化，并向任何仍不高兴与他们见面的学生或教职员工发出了挑战，他来讨论他们的担忧。
2009年，人们担忧新的休闲综合体的成本，因为学生资金来源从学习和技能委员会变成了地方教育当局。学院在2009年面临至少500,000英镑的短缺，其审计员对RNC继续运营的能力表示怀疑。作为回应，伊恩·皮克福德说，thePoint4的大部分成本都是通过捐赠支付的，短缺问题讲通过削减开支来解决，包括一些裁员。关于审计师的担忧，他说：“我认为，在银行业危机之后，很多审计师很怕就组织的未来做出平淡的陈述，因此他们现在经常提出这类警告，以保护他们未来的地位。”

## 辅助技术
为在日常生活中为视力障碍患者提供帮助，该学院积极参与辅助技术的开发和使用。例如，英國皇家盲人學院与一位美国软件工程师合作生产了一款名为T3的语音触屏电脑，这是一种可以解读可触摸图像（例如图形、表格和地图）的触敏设备。该设备能够与计算机连接并通过程序光盘运行，其屏幕能够显示可触摸图标，且图标被触碰时能提供语音反馈。这个设备的最初开发为了辅助教育，但在其它情况下这个设备也可以被使用。2005年，赫里福德博物美术馆成为英国第一家投资这项技术的企业。随后，在英国贸易投资总署的“护照计划”的支持下，T3进入国际市场进行销售。“护照计划”旨在为新兴出口公司提供培训、规划和支持，以帮助他们在海外市场取得成功。
蒙巴顿（Mountbatten）是一种电子盲文书写机和压印机，由欧内斯特·比尔斯（Ernest Bate）在学院率先立项开发。遵循已故的路易斯·蒙巴顿勋爵（Lord Louis Mountbatten）的遗嘱，该项目旨在开发现代化、低成本的便携式点字机。蒙巴顿由澳大利亚的一家名为量子科技的公司制造，自1991年开始上市。在20世纪90年代初期，就职于RNC的克莱夫·埃利斯（Clive Ellis）讲师和托尼·拉金（Tony Larkin）讲师发明了一种用于盲人的箍形助行器“霍普（Hoop）”，其作用类似于白手杖，但更适合在农村和地形崎岖的环境使用。学院的另一位讲师奈杰尔·贝瑞（Nigel Berry）开发了“盲文点字”课程，这项课程于1993年首次应用于教学，现今已被大规模用来教授成人初学者对2级盲文进行触摸阅读和书写。
学院还参与设计了点字转译机械人（RoboBraille），这是一个通过电子邮件将文本转译成盲文和MP3音频来帮助有视力问题的互联网用户使用网络的项目。该项目在丹麦开发，于2006年6月投入使用，并于2007年获得英国计算机协会设立的社会贡献项目奖。“明文”（ClearText）也是由该学院参与开发的项目，旨在通过简化文本来帮助有视力问题的用户获得轻松的浏览体验。2009年，学院讲师托尼·萨勒（Tony Sales）开发了Vinux项目，这是一个于视障人士设计的，可应用于Linux操作系统的发行版软件。

## 教育教学
英國皇家盲人學院为大约200名16岁及以上的学生提供职业和学术两方面的全日制课程和短期课程。 2008年的在校学生共196人，其中16至18岁的学生74人，19岁以上的学生122人。较为年轻的学生通常从学校直接进入学院，而成年学生则情况各异。大部分学生都因先天性视力问题或后天的疾病或事故而失明。还有部分学生有其他残疾，例如患有自闭症谱系障碍，或其他需要治疗的疾病。学生可以选择走读或者寄宿上学，学校也会为寄宿学生提供住宿。2008年，学院内共有152名住宿生和44名走读生。
学院的课程长度从几周到两年不等。英國皇家盲人學院并未在学术方面限制入学，但会邀请准入校生在入学前参加评估，以明确学生在校内学习期间学校需提供的帮助。评估通常包括评定学生的视力水平、行动能力和独立生活技能、住宿需求、基本的识字和计算技能的测试，以及于希望参加的课程的负责人的面试。
英國皇家盲人學院的学习项目旨在帮助视障学生为继续教育、进入大学或就业做好准备。学院还鼓励学生提高独立生活能力并发展个人技能。学院在不同的研究领域都有拓展，发展方向囊括休闲、治疗和运动（包括按摩、辅助疗法以及运动治疗和管理方面的课程和培训）；音乐、媒体、表演和艺术（包括音乐技术、媒体和艺术课程和培训）；信息和通信技术（包括获取办公技能和欧洲电脑使用执照的课程和培训）；商业、行政和客户服务；英语、数学、法语和心理学等学科的中等教育普通证书和普通教育高级程度证书的培训；以及盲文阅读培训。在学术学习和职业学习的基础上，学院还培养学生日常独立生活能力和行走能力。包括教授学生如何使用白手杖和熟悉周围环境、安全自信地使用公共交通工具、烹饪和洗衣技巧、使用自动取款机或通过芯片信用卡和密码信用卡进行交易。
学院还提供固有的钢琴调音律课程和钢琴技术课程。然而，由于选课学生人数有所减少，这些课程的排课数量在20年代后期显著下降。而由于对英國皇家盲人學院学生进行教育资助的机构所愿意支付的课程类型发生变化，可供学生学习的A-level的课程数量也有所减少。
随着高等教育证书的推出，英國皇家盲人學院于2010年1月开始推出其第一个高等教育（或大学水平）资格培训：与视障人士共同工作项目。该培训项目是与都柏林的圣约瑟夫视力障碍者中心和伍斯特大学合作推出的。
2004年，经英国教育标准局评估，该学院的教学质量被评为“杰出”。2005年，英國皇家盲人學院成为英国仅有的获得灯塔地位（Beacon Status）的八所学院之一。该学院也是唯一一所获的灯塔地位的盲校。该称号仅授予获得一级英国教育标准局检查报告的教育机构。2009年，英国教育标准局再次肯定了英國皇家盲人學院的长期良好发展。检查中，检查员在共六个评估领域给予该学院“杰出”等级，并表示相较于2006年的检查，该学院发展情况又有所进步。

## 校园环境
英國皇家盲人學院有四栋宿舍楼。近几年，阿米蒂奇大厅, 坎贝尔大厅和多德而大厅这三座宿舍楼已根据《2000年护理标准法案》和《1995 年残疾歧视法案》中的要求更换了现代化设施。更换的设施包括，在部分宿舍内设置了适合轮椅使用者的住宿环境，以及在部分宿舍内为听障人士增设火灾警报感应电话。宿舍以公寓为单位进行划分，每间公寓可供几名学生居住。此外，每间公寓均设有共用厨房，餐饮设施，多个单人间和一个中央休息室。
由于加德纳大厅无法更新设施，学院建造了一个全新现代化的奥查德大厅来取代它。加德纳大厅则改为学生未来评估中心。2009年9月，学院将加德纳大厅改为可对外出租的活动场所，婚礼等部分活动可在此处举办。除了宿舍，学院还在提供了校内和校外的部分别墅，使学生能够获得更好的生活环境。学院还设有餐厅，当然学生们也可以选择自炊。所有宿舍均设有厨房和餐饮设施。
学院内设有包括健身房、体育馆、全天候照明足球场和网球场等活动场地。thePoint4是学院设立的综合活动区，提供运动设施、休闲娱乐设施和会议设施以及小酒馆，并向学生和公众开放。学院还设立了内置最新的辅助技术和学习资源并全周开放的多元学习中心，以及一个获准向18岁及以上的学生出售酒水的学生社交俱乐部和学生公共休息室。英國皇家盲人學院的学生会也很活跃，在学院生活中发挥着重要作用，负责组织校内外的娱乐活动。{此外学院还设有校内医疗设施。
2008年12月，《赫里福德时报》报道称，英國皇家盲人學院将新增一座以该学院学生为原型创作的雕塑。这座雕塑由赫里福德郡当代艺术家瓦伦蒂·皮特尔制作，用未来主义风格描绘了一个奔跑的男人形象，取名为4Runner。这座雕塑于2009年9月揭幕，被放置于运动与休闲综合区外的14英尺的底座上。

## 课外活动
英國皇家盲人學院首创性的为视障球员开设了足球学院。2008年8月，学院赞助人前英格兰足球运动员特雷弗·布鲁金（Trevor Brooking）正式宣布足球学院成立。学院为视障学生提供了机会，使得他们能够将足球作为学业计划的一部分，以期在全国范围内进行比赛。英格兰盲人足球队是学院的主场球队。这支球队由足协支持，教练的是前职业足球运动员托尼·拉尔金（Tony Larkin）。盲人足球比赛采用的是五人赛制，足球装有滚珠轴承，其发出的声音能够帮助球员判断足球的位置。球队由四名盲人球员，一名视力正常的守门员，一名教练和一名视力正常的向导共同组成，其中守门员与教练会为球员指引方向，而向导则会在对方门柱后面提供指导。英國皇家盲人學院正致力于发展一个全国盲人足球联盟。2010年，皇家盲人学院在校园内举办了世界盲人足球锦标赛。比赛于周六，也就是当地时间8月14日开始，首场比赛由英格兰队对阵西班牙队。决赛于当地时间8月22日举办，巴西队以2-0战胜西班牙队，最终赢得了比赛。2011年11月，英格兰盲人足球队成员前往美国洛杉矶推广这项运动，并与前英格兰队队长大卫·贝克汉姆一起进行了一天训练。连锁超市森宝利 (Sainsbury's)组织了这次美国推广行程，而这也是他们与足球运动员的赞助协议的一部分。
盲人板球与传统板球基本相同，但盲人板球所使用的桩柱和球门都更大。板球的颜色为白色，以便球员看到它。学院也会组织这项运动，且培养了自己的板球队参加英国盲人运动（BBS）全国板球联赛。学院还设有声学射击活动。声学射击是一项通过使用装有光电电池的气步枪，将目标反射的光转换为声音的运动。
除了足球、板球和声学射击以外，英國皇家盲人學院的学生还可以参加众多其他的体育运动，包括骑马、游泳、十针保龄球、重量训练、巡回训练和武术。除了体育运动之外，学院还会组织其他活动，例如艺术和设计、陶瓷、戏剧和舞蹈、摄影和园艺。此外，购物游览和影剧院游览也是活动之一，餐饮俱乐部和英國皇家盲人學院合唱团则属于俱乐部和社团活动。

## 知名校友

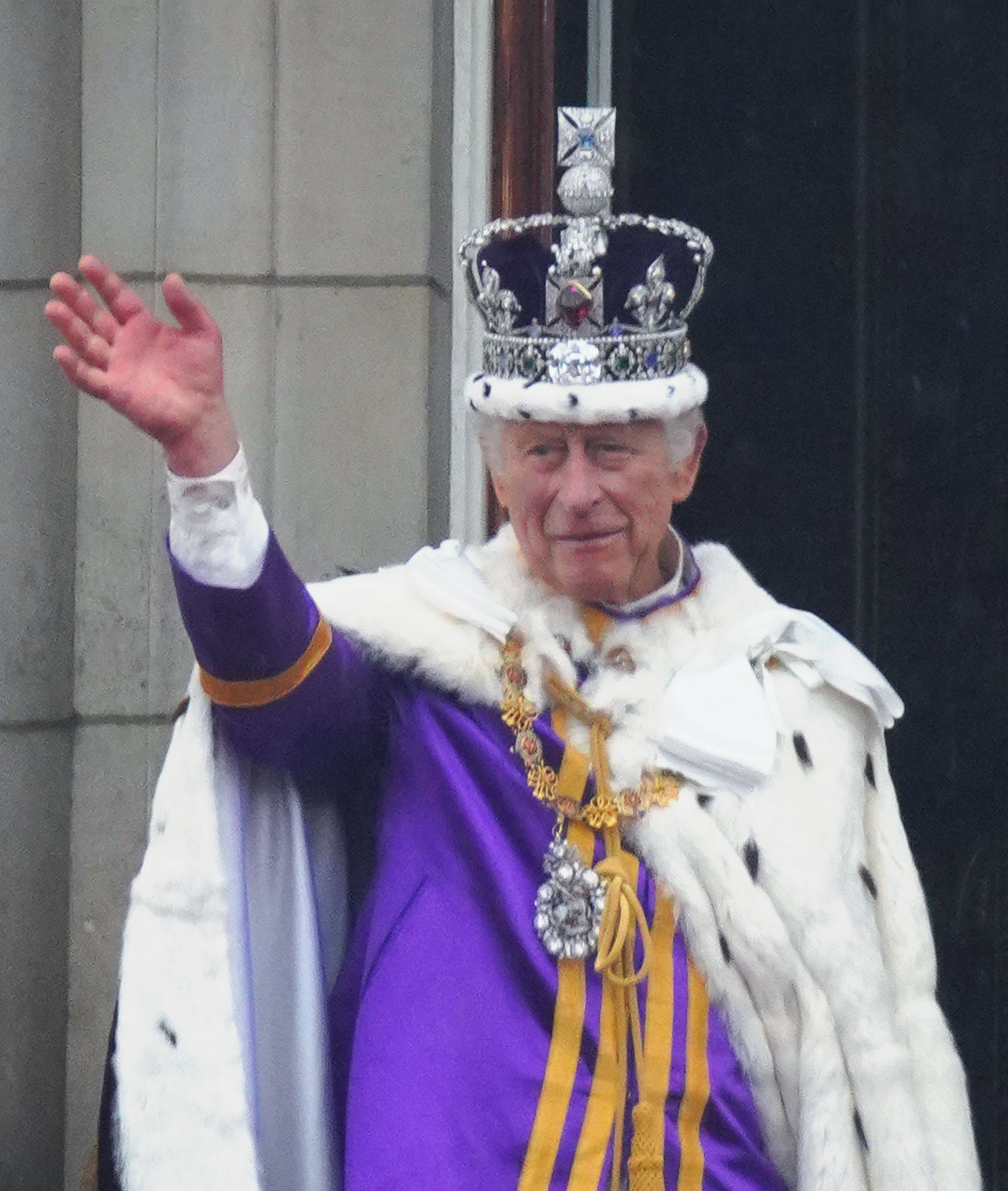
自1997年以来，查爾斯三世一直是该学院的赞助人。

英國皇家盲人學院也是一个慈善机构，并已在慈善委员会登机注册，被认证为可监管英格兰和威尔士慈善事业的政府机构。学院有许多知名的拥护者，包括担任现任赞助人的查爾斯三世，他自1997年以来就一直是学院的赞助人。现任校长是杰西卡·怀特（Jessica White）女士，副校长则由其他几位公众人物担当。其中包括坎特伯雷教堂大主教、约克教堂大主教、威斯敏斯特教堂大主教、缅甸蒙巴顿伯爵夫人和迈克尔·伯克（Michael Buerk）。2008年，BBC体育节目主持人加比·洛根（Gabby Logan）和每日邮报专栏作家戴斯·凯莉（Des Kelly）也成为英格兰盲人足球队的赞助人。
自1934年坎贝尔家族将校长职权外放后，许多人都担任过学院的校长一职。其中包括兰斯·马歇尔（Lance Marshall），他在1978年担任校长，当时学院正搬往赫里福德校区，继任校长是科林·华斯比-史密斯（Colin Housby-Smith），随后是鲁瓦森·伯奇（Roisin Burge）。克里斯汀·斯特德曼（Christine Steadman）在2000年代后期担任校长并负责了学院的重组，结果因不受教职员工和学生的欢迎，于2008年11月辞职。 前英国陆军上校杰夫·德雷珀 （Geoff Draper）于2009年12月7日被任命为校长。希拉·泰伦（Sheila Tallon）于2011年9月接替德雷珀继续担任校长。马克·费希尔（Mark Fisher）在2015年12月接替了泰伦成为校长。

该学院的毕业生包括英国工党政治家、前内政大臣大卫·布伦克特（David Blunkett）和英国作曲家、风琴演奏家风琴演奏家阿尔弗雷德·霍林斯（Alfred Hollins）。另一名该校毕业生吉尔斯·麦金利（Giles McKinley）曾在1990年代出演过莎龙舌兰酒的创意电视广告。毕业生瑞恩·凯利（Ryan Kelly）于1997年成为第一位加入布里斯托老威客剧院学校的失明学生，并在第四频道的《弓箭手》中扮演杰克“爵士”麦克雷里。残奥会自行车手安东尼·卡普斯 (Anthony Kappes)也在曾就读于该学院。出生于赫里福德出生的陶艺家西蒙·卡罗尔（Simon Carroll）于1990年代初在学院任教。他的作品在伦敦维多利亚和阿尔伯特博物馆和威尔士国家博物馆被永久收藏。

## 资金危机
英國皇家盲人學院认为，如果没有额外的资金支持，学院将难以为继。负责学院慈善信托工作人员的露西·普罗克特（Lucy Proctor）坚持认为，资金危机是由于有关于特殊需求的预算紧缩所致。学院的支出比收入高270万英镑，而且计算现金所得，学院的收入相较于六年前有所减少。因为部分情况下每年住宿花费超过50,000英镑，学院需要地方当局支付住宿费用。普罗克特说：“这对地方当局来说很难，因为资金不足。地方当局在各个领域都受到了削减。尽管我们是国家拨款，但我们仍需要地方当局的资助。这意味着有关议会支持地方的问题上存在法律纠纷。因此，有些学生已到开学时间，却仍在家里为学费问题争论不休。(截至2019年10月)扩招学生至关重要。如果学生人数不增加，我们将无法在财务上实现可持续发展。”